# 삼월회
삼월회는 1925년 일본 도쿄에서 결성한 독립운동 단체이다. 당시 유학생이던 이현경, 황신덕 등이 결성을 주도하였다. 일월회의 자매단체로 일본 여성 유학생들이 결성한 최초의 사회주의 계열 독립운동 단체였다.

## 배경
3·1 운동은 독립에 대한 열망을 확인한 사건이자 동시에 당대 독립운동가들이 세계의 모든 사상을 탐구하게 된 동기가 되었다. 기존의 사상으로는 독립운동의 정당성과 방법론을 확보하기 어려웠기 때문이다. 근대 교육을 받은 신여성들은 여성운동에 눈을 뜨게 되었다. 이들은 과거의 인습인 가부장제와 식민 통치 상황이 여성의 자유를 억압하고 있다고 판단하였다. 1920년대 초에서 중반에 이르기까지 많은 여성 단체가 결성되었다. 일월회나 삼월회 역시 이러한 흐름 속에 결성된 여성단체이다.

## 결성
1925년 3월 8일 국제 여성의 날 결성된 삼월회에는 다음과 같은 사람들이 있다.
- 이현경: 숙명여자고등보통학교를 우등으로 졸업하고 도쿄로 유학하였다. 귀국 후 근우회 창립에 함께한다.[5]
- 황신덕: 평양 숭의여자고등학교를 졸업하고 도쿄에 유학하여 삼월회에 가입하였다. 귀국 후 근우회 활동에 참여하였고, 《시대일보》, 《중외일보》, 《동아일보》의 기자로 활동하였다. 1940년 경성가정여숙을 설립하고 교장이 되었고, 태평양전쟁이 일어나자 조선여자근로정신대를 독려하는 등 친일 행각을 보였다. 해방 후 경성가정여숙의 후신인 중앙여자중고등학교의 교장과 이 학교의 재단인 추계학원 이사장을 지냈다.[6]
- 박경희: 평양 출신 소프라노 가수로 동경음악대학교에 유학 중 삼월회 결성에 참여하였다.[7]
- 권명범: 숭의여자고등학교 출신으로 3·1 운동 당시 비밀결사 활동을 하였다.[8]
- 정칠성: 기생 출신으로 3·1 운동 뒤 여성운동에 뛰어들었다. 1925년 3월 도쿄의 여자기예학교에 입학하면서 삼월회에 가담하였다. 이후 근우회의 핵심 활동가가 되었다.[2][9]
- 주경애
- 조재룡
- 한성광
- 탁명숙
- 이춘수
- 박순천

## 오타루 고등상업학교 교련 사건
1925년 10월 15일 홋카이도의 오타루 고등상업학교(小樽高等商業学校)에서 오타루 고등상업학교 교련 사건이 일어났다. 이 사건은 당시 교련 교관이 군사교육 교안에 조선인과 무정부주의자를 가상의 적으로 설정하자 학생들이 반발한 사건이다. 교안의 내용은 다음과 같았다.

1. 10월 15일 오전 6시 뎅구산(天狗山)을 진원으로 하는 큰 지진이 발생하여 삿포로에서 오타루까지 많은 집들이 무너지고 각지에서 발생한 화재가 서풍을 타고 번지는 상황
2. 무정부주의자는 불령선인을 선동하여 폭동을 일으키고 오타루 재향군인회는 이를 진압하기 위해 동쪽으로 진격하여 폭도들이 시오미다이(潮見台) 고지로 물러나 저항을 계속하자 재향군인단의 추격이 잠시 지연된다.
3. 오타루 고상생도대는 오전 9시 운동장에 집합하여 지대를 편성하고 재향군인단과 협력하여 폭도 섬멸을 시작한다.

이 교안이 알려지자 홋카이도 조선인단체와 노동운동가 출신의 일본 중의원 세카이 가츠오(境一雄)는 학교를 방문하여 항의하였다.
이 사건을 알게 된 도쿄의 독립운동 단체와 무정부주의 단체들은 공동 항의 성명을 일본 정부에 발송하였다. 당시 공동 성명에 참여한 단체는 삼월회 이외에 재일본조선노동총동맹. 재동경무산청년동맹, 조선인유학생학우회, 무산학우회, 흑우회, 형설회, 일월회 등이 있었다. 삼월회는 11월 16일 가상적문제규탄 대연설회에 참가하여 박경희(朴慶姬), 정칠성(丁七星) 등이 연사로 연설하였다.

## 사회주의 표방
1925년 12월 무산계급 남성과 제휴하여 대중본위의 신사회를 건설하여야 계급적, 봉건적, 인습적, 민족적인 다중의 압박을 받는 조선 여성의 해방이 가능하다는 선언을 발표하였다.
1926년 3월 로자 룩셈부르크와 카를 리프크네히트를 기리는 한글 팜플렛을 제작하였고 이춘수가 여름 방학을 이용하여 조선으로 돌아와 각 단체에 배포하였다.

## 침체
주요 활동가인 황신덕, 이현경, 박순천 등이 유학을 마치고 귀국한 뒤 활동이 침체되었다.